# 1840

## Esdeveniments
Països Catalans
- 31 de març - Felanitx (Mallorca): esdevé una gran desgràcia, mentre es fa la processó del Diumenge de Rams, es derrumba un terraplè (timba) al costat de l'església i moren 414 persones.

- 10 de maig - Barcelona: s'hi funda la Societat de Teixidors, primera associació obrera catalana.
- 30 de maig - Morella (Ports): els carlins es rendeixen al final del setge de Morella de 1840 i s'ofereixen com a presoners de guerra durant la Primera Guerra Carlina.
- 4 de juliol - Berga (el Berguedà): els carlins de Ramon Cabrera i Grinyó perden la batalla de Berga de 1840, considerada l'última batalla de la primera guerra carlina i acaben fugint el 6 de juliol cap a França, on els carlins restaran exiliats fins al 1841.
- Ús del primer segell per al franqueig de cartes.
- S'inaugura la galeria d'art Sala Parés.[1]

Resta del món
- 10 de març, Nàpols: s'hi estrenà La vestale, de Saverio Mercadante, amb llibret de Salvadore Cammarano, al Teatro San Carlo.[2]

## Naixements
Països Catalans
- 15 d'octubre, Barcelona: Emili Vilanova i March, escriptor català. (m. 1905).
- 18 de novembre, València: Antonio Muñoz Degrain, pintor valencià del corrent eclèctic
- 13 de desembre, Artés, Corregiment de Manresa: Frederic Faura i Prat, meteoròleg i eclesiàstic català.
- 18 de desembre, Arecibo, Puerto Rico: Josep Coll i Britapaja, compositor, especialment de sarsueles
- (Sense data coneguda) Blas Causera Carrión, llatinista i teòleg valencià.

Resta del món
- 22 de febrer, Deutz (actual Colònia) Alemanya: August Bebel, polític i escriptor alemany (m. 1913)[3]
- 2 d'abril, París, França: Émile Zola, escriptor francès (m. 1902).[4]
- 20 d'abril, Bordeus, França: Odilon Redon, pintor francès (m. 1916).[5]

- 7 de maig, Vótkinsk, Imperi Rus: Piotr Ilitx Txaikovski, compositor (m. 1893).[6]
- 2 de juny, Stinsford, Dorset, Anglaterra: Thomas Hardy, literat anglès. (m. 1928).[7]
- 5 de juny, Denbigh, Gal·les: Rhoda Broughton, novel·lista britànica (m. 1920).[8]
- 21 de juliol, Baltimore: Christian Fleetwood, suboficial de l'Exèrcit dels Estats Units, editor, músic i funcionari
- 28 de juliol, Filadèlfia, Pennsilvània (EUA): Edward Drinker Cope, paleontòleg i anatomista comparatiu estatunidenc (m. 1897).[9]
- 2 de novembre: Victorino de la Plaza, president de l'Argentina
- 12 de novembre, París: Auguste Rodin, escultor francès
- 14 de novembre, París: Claude Monet, pintor impressionista francès
- 15 de desembre, Berlín: Louis-César Desormes, compositor francès del Romanticisme.
- Manila: Felipe Arroyo Roxas, pintor
- Lützen: Ernst Wilhelm Fritzsch, músic alemany.
- Praga: Jakub Arbes, novel·lista, crític i periodista txec.

## Necrològiques
Països Catalans
Resta del món
- 6 de gener - Londresː Fanny Burney, novel·lista i dramaturga anglesa (n. 1752).[10]
- 27 de maig - Niça, França: Niccolò Paganini, violinista, violista, guitarrista i compositor romàntic italià (n. 1782).[11]
- 30 de maig - Londres: Mary Monckton, comtessa de Cork i Orrery i agent literària anglo-irlandesa (n.1746).[12]
- 7 de juny - Berlín: Frederic Guillem III de Prússia, Rei de Prússia (n. 1770).[13]
- 19 de juny - Varsòvia (Polònia): John Cockerill empresari que va desenvolupar la siderúrgia a Seraing.
- 29 de juny - Viterbo, Estats Pontificis: Lucien Bonaparte, príncep de Canino i segon germà de Napoleó I (n. 1775).[13]